# Musée numismatique d'Odessa
Le musée numismatique d'Odessa (en ukrainien : Одеський музей нумізматики) d'Odessa se situe au 33 de la rue Hretska dans un bâtiment classé.

## Historique
Fondé en 1999, il présente des pièces issues du nord de la mer Noire et la Rus' de Kiev couvrant la période de l'antiquité à aujourd'hui.

## Images

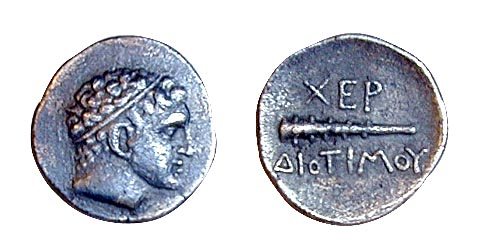
Pièce de Cheronèse,
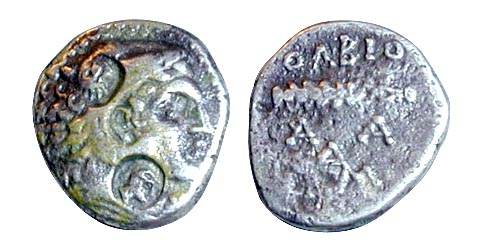
provenant d'Olbiat.
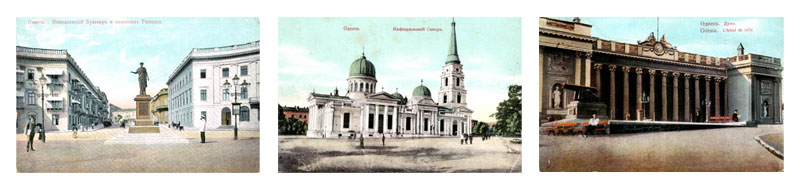
Les bâtiments.

### Sources
- (en) Cet article est partiellement ou en totalité issu de l’article de Wikipédia en anglais intitulé « Odessa Numismatics Museum » (voir la liste des auteurs).